# Rick Veitch
Rick Veitch (7 maggio 1951) è un fumettista statunitense, che ha lavorato per il fumetto tradizionale, underground e alternativo.
È fratello di Tom Veitch, scrittore underground di fumetti, poeta e ideatore dei fumetti di Guerre stellari.
Durante gli anni '90 Veitch iniziò a interessarsi a Internet come alternativa alla tradizionale distribuzione di fumetti. Nel 1998, con Steve Conley, ha creato il sito di Comicon.com, una bacheca online, portale di notizie e host web per creatori di fumetti. Venduto a Dynamic Forces nel 2012, Comicon.com rimane un sito vitale, che i suoi editori paragonano a una convention perpetua di appassionati di fumetti.

## Pubblicati in Italia
- The One, traduzione di M. Albano, Comma 22, 2008  [1985],  pp. es.192, ISBN 9788888960524.